# Chełmce (województwo łódzkie)
Chełmce – wieś w Polsce położona w województwie łódzkim, w powiecie skierniewickim, w gminie Kowiesy.

## Historia
Wieś szlachecka położona była w drugiej połowie XVI wieku w powiecie bielskim ziemi rawskiej województwa rawskiego.
Ze majątku Chełmce wywodziła się rodzina Antoniego i Marii Grabskich, których troje dzieci poniosło śmierć w obronie Lwowa podczas wojny polsko-ukraińskiej (Helena w wieku 15 lat, Jan w wieku 18 lat, Tadeusz w wieku 21 lat).
W latach 1975–1998 miejscowość administracyjnie należała do województwa skierniewickiego.